# كلوريد الذهب الأحادي والثلاثي
كلوريد الذهب الأحادي والثلاثي هو مادة صلبة سوداء لها صيغته الكيميائية Au4Cl8 يحتوي على الذهب في حالتين أكسدة مختلفتين +1 و +3 . وهي مادة صلبة حساسة للضوء ويجب حفظها بعيداً عن الضوء وتخزينها في حاويات داكنة اللون.